# Nonnas
Nonnas è un film del 2025 diretto da Stephen Chbosky.
Il soggetto è ispirato alla storia vera del visionario ristoratore italo-americano Joe Scaravella, il proprietario del ristorante Enoteca Maria a Staten Island, che ha rischiato tutto in onore dell'amata madre scomparsa poco prima, facendo cucinare delle nonne.

## Trama
2010. Joe Scaravella è un italo-americano di Brooklyn che lavora come meccanico per la MTA. Dopo la morte della madre Maria, ripensa alla sua infanzia negli anni 70, quando sua madre e la nonna cucinavano ogni domenica per amici e parenti, dando vita a vere e proprie feste dove si passava la giornata in allegria. Ricorda ciò che gli hanno insegnato e prova a ricreare tutti i piatti che preparavano, anche se non riesce a ricordare il sugo della domenica della nonna.
Il migliore amico di Joe, Bruno, e sua moglie Stella esprimono preoccupazione per lui dato che è rimasto solo e lo incoraggiano a usare i soldi dell'assicurazione sulla vita di sua madre per fare qualcosa di buono per sé, ma l'uomo non vuole pensarci. Tempo dopo visita un mercato all'aperto nelle strade di Little Italy a Staten Island, dove si recava da ragazzo con la madre e la nonna. Lì incontra Olivia, avvocato e sua ex ragazza del liceo, ora sposata, e Antonella, la sua anziana vicina, con cui sta facendo la spesa. Quello stesso giorno, dopo aver visto un vecchio ristorante in vendita, a Joe  viene un'idea: decide di comprare il locale chiamandolo Enoteca Maria, in onore di sua madre e, al posto di assumere veri chef, fare gestire la cucina a nonne italoamericane, in modo che il cibo ricordi ai clienti la loro infanzia.
Nonostante la resistenza degli abitanti di Staten Island,  diffidenti e ancora legati al precedente gestore del locale, Joe procede con il suo piano. Chiede aiuto a Bruno come appaltatore edile e a Stella come arredatrice, ristrutturando il locale e trasformandolo in un classico ristorante italiano. Nel frattempo Joe mantiene il suo lavoro all'MTA per poter pagare le spese, e per le sue assenze viene coperto dai colleghi. Come cuoche vengono assunte Roberta, la migliore amica di sua madre, Antonella la vicina di Olivia, la ex parrucchiera Gia e una candidata di nome Teresa, una suora in pensione. All'inizio non c'è molta intesa, specie fra Roberta e Antonella, che si scontrano spesso in quanto provengono da contesti e culture diverse, ma la loro bravura in cucina conquista subito Joe, che ne è entusiasta.
Un giorno, mentre le nonne preparano il menù, Roberta prepara la capuzzella, piatto tipico del suo paese, ma a causa dell' ennesima lite con Antonella provoca accidentalmente un incendio in cucina, rendendo inservibile il forno. Interviene Olivia, che aiuta Joe a pulire la cucina, e si scopre che è rimasta vedova tempo prima, motivo per cui aveva legato molto con Antonella. 
L'ispettore incaricato dell' agibilità del locale boccia il ristorante notando i danni causati dall'incendio e dice a Joe che potrebbe passare un anno prima di poter organizzare un'altra ispezione, scatenando una lite tra Joe e Bruno che si conclude con Joe che caccia Bruno dal ristorante. Quando sembra che tutto vada male Olivia rintraccia l'ispettore, scopre che ha precedenti penali per pratiche scorrette e lo costringe a effettuare immediatamente un'altra ispezione, che stavolta si conclude con il certificato di agibilità, a patto che Joe compri un forno nuovo faccia i lavori opportuni per rendere sicura la cucina.
Joe va poi a scusarsi con Bruno e scopre che lui si è coperto le spese vendendo la preziosa auto d'epoca ereditata dal padre. Commosso dal gesto dell'amico, Joe si riconcilia con lui. Terminati gli ultimi lavori, il ristorante si prepara ad aprire.
Il giorno prima dell'apertura Gia invita le altre a una sessione di benessere privata nel suo salone, e questo fa legare molto Roberta e Antonella, che diventano amiche. Joe organizza un appuntamento a sorpresa con Olivia, per scusarsi di averla piantata in asso al ballo del liceo trent'anni prima, e per farle capire che in fondo l'ama ancora.
La sera dell'inaugurazione, un violento temporale si abbatte sulla zona e nessuno si presenta al ristorante a parte Bruno e Stella. Anche nei giorni seguenti il ristorante resta vuoto, fatta eccezione per i nipoti di Teresa. Antonella scopre in seguito che uno dei principali venditori del mercato ha parlato male del ristorante, contribuendo alla sua scarsa attività. Joe cerca disperatamente di risollevare gli affari distribuendo volantini e invitando il critico gastronomico Edward Durant a recensire il ristorante, ma lui rifiuta, in quanto si occupa principalmente di ristoranti stellati a Manhattan. 
Dopo piú di un mese senza incasso, Joe paga lo stipendio alle cuoche con gli ultimi risparmi e decide a malincuore di dover chiudere il ristorante. Come ultimo saluto, organizza una cena per amici, colleghi e simili; questa volta il ristorante fa un'ottima impressione a tutti gli ospiti, incluso persino il burbero commerciante di Little Italy. Alla fine tutti i clienti applaudono entusiasti e celebrano il lavoro delle quattro donne, e Joe decide finalmente di aprire la busta lasciatagli dalla madre, che aveva evitato di aprire dalla sua scomparsa, e vi trova le ricette di tutti i piatti suoi e della nonna, incluso l'inafferrabile sugo della domenica. Joe torna alla sua vecchia vita, ma pochi giorni dopo Bruno gli fa visita mostrandogli un articolo sul giornale che parla dell'Enoteca Maria: uno dei partecipanti all'ultima cena era infatti un critico inviato in incognito da Durant. Il critico scrive una recensione entusiastica, descrivendo l'Enoteca Maria come un luogo dove trovare non solo buon cibo, ma anche tradizione, cultura, divertimento e senso della famiglia. Grazie alla critica gli affari decollano e il ristorante finisce per essere un successo. Joe, soddisfatto per aver reso onore alla memoria di sua madre e sua nonna, inizia una relazione con Olivia e riesce a ricomprare l'auto di Bruno.
Durante i titoli di coda vengono mostrate scene della vera Enoteca Maria, sottolineando che il ristorante è aperto da 15 anni, che il suo personale è composto da nonne provenienti da tutto il mondo e che tra i piatti forti c'è ancora la capuzzella.

## Distribuzione
Il film è stato distribuito sulla piattaforma Netflix dal 9 maggio 2025.